# Chapman Stick

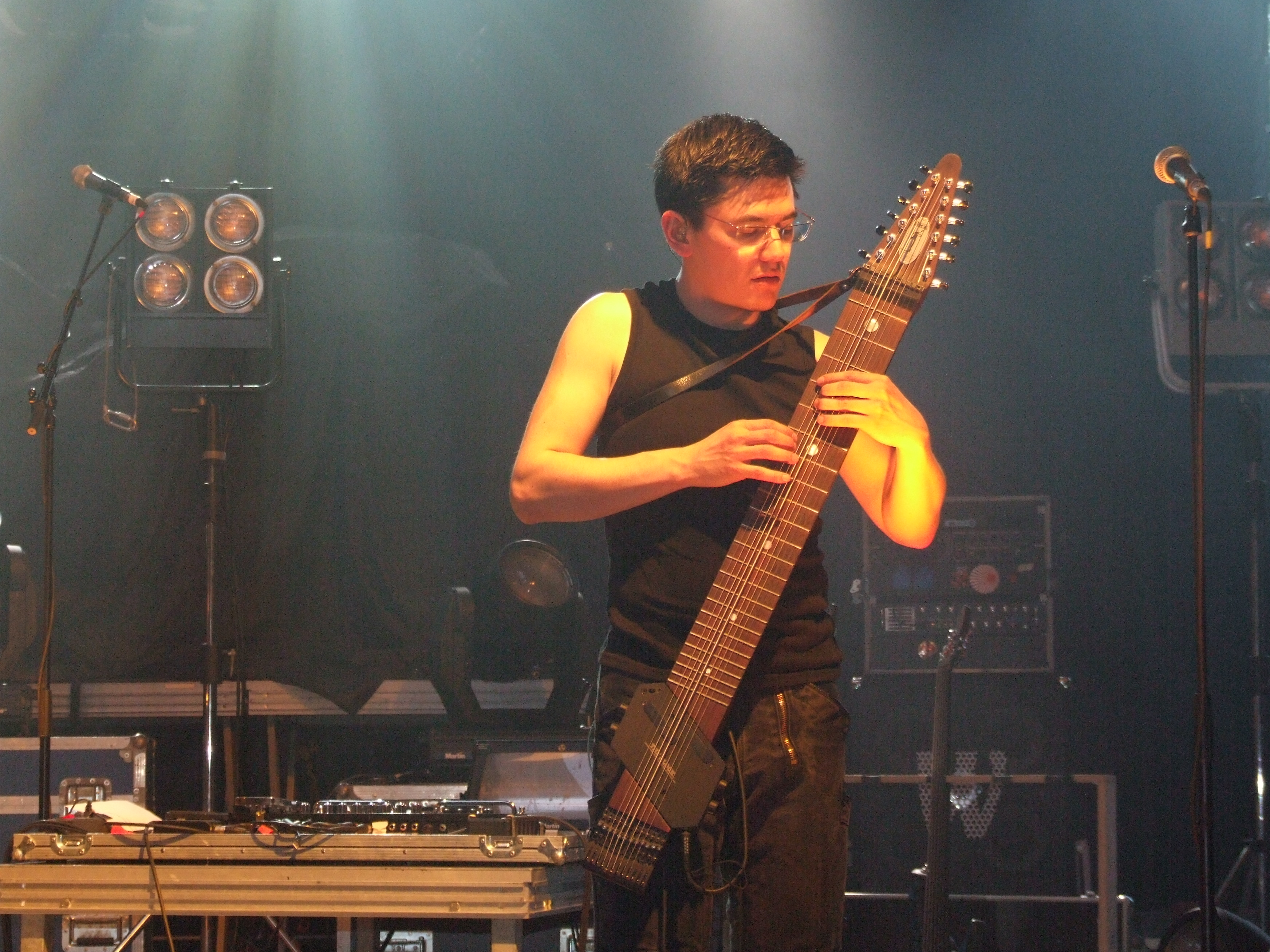
Hráč na Chapman Stick

Chapman Stick (často mezi hráči označovaný pouze jako Stick) je elektrický strunný hudební nástroj vynalezený Emmettem Chapmanem na začátku 70. let 20. století. Je odvozen od kytary i baskytary, jeho „příbuzným“ je Warr guitar. Chapman Stick je charakteristický svoji rozsáhlou škálou tónů, neboť obsahuje melodické i basové struny.
Některé modely:
- The Stick (10 strun, 5 melodických + 5 basových)
- Grand Stick (12 strun, 6 melodických + 6 basových)
- Stick Bass (SB8) (8 strun, 4 melodické + 4 basové)
- a další

## Hráči na Chapman Stick
Mezi známé hráče na Chapman Stick patří Greg Howard, Vance Gloster, Tony Levin, John Myung, Sean Malone, Nick Beggs, Trey Gunn či Carrie Melbourne.
Na Chapman Stick hraje Jakub Vejnar na albu Hudba Praha & Michal Ambrož z roku 2019.